# Sandy Frank
 (janvier 2010).
Si vous disposez d'ouvrages ou d'articles de référence ou si vous connaissez des sites web de qualité traitant du thème abordé ici, merci de compléter l'article en donnant les références utiles à sa vérifiabilité et en les liant à la section « Notes et références ».
Sandy Frank est réalisateur et producteur américain.

## Carrière
Il s'est fait connaître pour être un importateur de séries japonaises aux États-Unis, et de là dans le reste du monde, entre 1970 et 1980. Il a participé par ailleurs au Mystery Science Theater 3000.
Nous lui devons entre autres des importations originales comme L'Armée des singes ou Saru No Gundan (猿の軍団) sorti en 1987, ou encore par exemple La Bataille des planètes ou Kagaku Ninjatai Gatchaman (科学忍者隊ガッチャマン) qui est une série télévisée d'animation japonaise-américano-australienne.